# 노스요크센터역
노스요크센터역 (North York Centre Station) 은 캐나다 온타리오주 토론토의 지하철 1호선 영-유니버시티 선의 역으로, 셰퍼드-영역과 영 지하철의 종점인 핀치역 사이에 위치해있다. 이 역은 이미 지어진 지하철역 사이에 새로 지어졌다는 점에서 독특하며 1987년 7월 18일에 정식 개장하였다. 노스요크센터는 통합 이전의 지자체였던 노스요크 시의 중심지였으며 이 근처에는 구 시청과 구 노스요크 시립도서관의 본점 (오늘날의 노스요크 시빅센터, 토론토 시립도서관 산하 노스요크 중앙도서관) 이 존재한다. 2014년을 기준으로 평일에 하루 평균 2만 4560명이 이 역을 드나든다.

## 역사
노스요크센터역은 1980년대 후반에 개통하였긴 하지만 이 역을 짓고자 하는 계획은 1960년대로 거슬러 올라간다. 통합시와 토론토 교통국이 영 지하철을 에글린턴 애비뉴에서 북쪽으로 연장하는 방안을 검토할 때, 이 계획에는 역간 거리를 1km 간격으로 잡아 로렌스, 요크밀스, 셰퍼드, 핀치, 스틸즈와 글렌케언, 글렌에코 & 영 블루버드, 엠프레스 & 파크홈, 커머 & 드류리 등지에 정류장을 세우고 요크밀스와 셰퍼드 사이에는 중간역이 존재하지 않았다.
이후 추가 타당성 조사가 이루어지고 지하철 공사 비용이 상당히 비싼 관계로 주요 교차로에만 정차하게 되었다.  1964년, 통합시는 영 지하철을 에글린턴에서 셰퍼드까지 연장하는 방안을 승인했고 자금 조달 방안을 수립한 뒤에 1967년 온타리오주 지방자치청에서 승인을 받게 되었다. 공사는 1968년 10월 3일에 본격적으로 시작해서 1972년에 개통할 예정이였다.
1969년 10월 17일, 통합시 정부가 영 지하철을 셰퍼드에서 핀치로 또다시 연장하는 방안을 승인했다.  통합시 설계자들이 스틸즈 연장에 대해서는 본과 마컴에 지하철 연장에 따른 개발을 수용할 수 있는 하수도가 제대로 구축되어있지 않은 관계로 보류하였지만 핀치 연장은 역 부지 근처에 주차 공간으로 쓰일 수 있는 커다란 공터가 있었던 관계로 셰퍼드역 대신 종착역 기능을 대신 수행할 수 있다는 판단 하에서 이루어졌다.  주 정부는 1970년에 3750만 달러 규모의 지하철 연장을 승인하였다.
하지만 통합시와 온타리오주가 승인한 계획안에는 파크홈 애비뉴에 역을 신설할 계획이 존재하지 않았다.  노스요크 의회는 이 역 계획안을 지지하였으나 여기엔 논란이 있었다. 1971년 5월 25일 시의회 회의 당시, 노스요크 시의원들은 찬성 12표, 반대 3표로 85만 달러에 이 역을 신설하는 추진안을 가결하였다.  이 안에 반대 표를 던진 의원 중 한 명은 폴 헌트로, 이 역 신설 및 개발에 따른 지역 세율 인상과 조용한 교외 지역을 탈바꿈하는 것에 대해 반대 의사를 내비쳤다.  토론토 교통국의 설계사들도 이 역은 셰퍼드역과 너무 가깝고 승객 수도 저조하며 30-40초의 운행 지연이 예상된다는 이유로 반대하였다.
1971년 6월 13일, 통합시 의회는 파크홈에 역을 짓는 방안을 부결하였다.  통합시 의원인 폴 헌트는 통합시 의회에서 이 계획안에 대해 반대 의사를 내비쳤으며 이 안건이 부결됨에 따라 승리를 거머쥐게 되었다. 하지만 추후 역 신설을 감안하여 지하철이 핀치로 연장될 때 이 근처에 추후 지하철역과 같은 높이로 터널이 굴착되었다.

### 노스요크 중심가 토론
노스요크센터역은 노스요크가 통합시의 일부가 아닌 일반시였다면 시의회 의결을 통해 지어질 수 있었겠지만 토론토 통합시의 일부였던 관계로 지어지지 못했다. 이제 문제는 노스요크가 토론토의 조용한 베드타운 교외 지역이 되느냐, 아니면 토론토에 버금가는 중심가를 지어서 토론토와 라이벌을 형성햐느냐였다. 멜 라스트먼 노스요크 시장은 후자를 선택하고 노스요크 의회에 영 / 셰퍼드와 핀치 사이를 재개발하고 인구 밀도를 늘리는 방안을 밀어부치기로 했다.  1970년대 말에 들어서서 노스요크는 중심가가 생기게 되었지만 영 지하철은 양쪽 끝인 셰퍼드와 핀치에만 정차하였다.
1982년 9월, 멜 라스트먼 노스요크 시장과 노스요크 시의회는 토론토 교통국에 파크홈에 지하철역을 만들어달라고 공식 요청하였다. 이제 공사 비용은 2200만 달러에 육박하였다. 라스트먼 시장은 15억 달러 규모 재개발에 지역 주민들이 지지하고 이에 따라 수천 개의 일자리가 생길 것이라고 주장하였다. 토론토 교통국의 총 책임자인 알프 새비지는 이 역 근처에 1만 7500여개의 일자리가 생성되고 앞으로 15년동안 이 역 일대에 4만여 개의 일자리가 생길 것으로 파악하고 역 신설의 중요성을 인지하였다.  통합시 의장인 폴 고드프리도 이에 동의하였으며 70년대에 공사비가 100만 달러도 안 들었을 때 지었으면 하는 미련이 남는다고 밝혔다.
노스요크와 통합시 의회 가결 직후, 역 설계에 본격적으로 들어갔고 주 정부에서 공식적으로 역 건설 비용을 지원하였다.  이제 마지막으로 남은 건 역명 선정이였다. 1984년 초까지만 하더라도 토론토 교통국은 이 역을 '파크홈역' (Park Home Station) 이라고 불렀으나 파크홈은 주요 도로가 아니였으며 이에 따라 다른 단체에서 다른 역명 제안이 들어왔고, 노스요크 공립도서관 측에서 이 역 이름을 도서관을 따서 '라이브러리역' (Library Station) 이라고 지을 것을 제안했다.  토론토 교통국은 주요 도로나 지명이 존재하지 않는 경우 그 지역을 일컫는 이름을 역명으로 지어야 한다는 내부 지침에 따라 파크홈 역을 '노스요크센터'라고 공식적으로 명명하였다. 역은 1985년에 착공하였다.

### 공사 과정
이미 지어진 지하철 터널 근처에 새로운 역을 짓는 공사는 나름대로 어려웠다. 영 스트리트는 통행 지장을 최소화하기 위해 굴착되었다. 공사장 인부들은 지하철 터널 근처를 파서 2층 규모의 지하철역 골격을 지어야 했는데, 지하철 승강장의 콘크리트 바닥이 기존 지하철 터널 벽까지만 닿는 관계로 인부들은 벽을 걷어내기 전에 콘크리트 바닥이 제대로 굳을 때까지 기다려야 했다. 터널 벽을 제거하는 작업은 지하철이 운행하지 않는 심야 시간대에만 할 수 있었다. 벽을 걷어낸 뒤에야 나머지 승강장 부분을 마무리할 수 있었다. 두 선로 사이의 중앙 벽은 조금씩만 제거되었고 다른 역과 같이 흰색 바탕과 파란색 무늬의 타일을 설치하였다. 지하철 전동차는 공사 인부들을 보호하기 위해 서행 운행하였다.
노스요크센터역은 개통하는 대로 메자닌 층과 지하 승강장 층으로 나뉘었는데 지상에서 승객들이 에스컬레이터를 타고 내려가 메자닌 층에서 승강장으로 내려가는 구조로, 이 역과 개통하는 동시에 다른 건물도 개발이 동시다발적으로 진행 중이였기 때문에 역 근처의 건물로 출구를 낼 수 있었다.
노스요크센터역은 1987년 7월 18일에 총 공사 비용 2500만 달러를 들여 개통하였고 개통식은 오전 10시에 멜 라스트먼 노스요크 시장이 데니스 플린 통합시 의장과 에드 펄튼 온타리오 교통부 장관과 리본을 자르면서 치렀다. 역은 당일 오후 2시에 개통하였다.

### 개통 이후
2007년 말에 토론토 교통국은 이 역을 휠체어 승객도 이용할 수 있도록 엘리베이터 설치 공사를 착공하였고 이는 2009년 11월에 완공되었다. 이에 따라 두 대의 엘리베이터가 승강장에서 메자닌 층까지 설치되었고 이에 따라 휠체어 승객들은 양쪽 출입구에서 기존 건물에 설치된 엘리베이터와 승강장 층으로 내려가는 엘리베이터를 이용해 이 역에서 지하철을 탈 수 있게 되었다.

## 승강장
| 핀치 ↑      |
| \| 북       |
| ↓ 세퍼드-영 |

| ● 영-유니버시티 선 | 북쪽 방면 (핀치역 방면)                         |
| ● 영-유니버시티 선 | 남쪽 방면 (유니언・본 메트로폴리탄 센터역 방면) |

## 역 주변
근처에 있는 명소로는 멜 라스트먼 광장과 노스요크 시빅 센터, 노스요크 중앙 도서관, 엠프레스 워크, 얼 헤이그 중학교, 깁슨 하우스, 토론토 미술회관과 요크 국립묘지가 있다.

## 버스 연결편
노스요크센터역에서 연결되는 버스는 아래와 같다. 이 역에서 버스로 갈아타려면 역 밖에 있는 버스 정류장에서 승차해야 하며, 환승 표 또는 프레스토 카드 등 출발 지점에서 요금을 냈다는 증명이 필요하다. 이 역에서는 또한 핀치역 버스 터미널에 정차하는 GO 트랜싯의 모든 버스가 정차한다. GO 버스로 갈아타려면 별도의 요금을 지불해야 한다.
|  |  |  |

|  |  |  |

|  |  |  |

|  |  |  |

|  |

|  |  |  |

|  |  |  |

|  |  |  |

|  |  |  |  |  |  |  |

|  |  |  |  |  |  |  |

|  |  |  |

| 플로렌스 |
| 애본데일 |

|  |  |  |

|  |  |  |

|  |  |  |

|  |  |  |

|  |  |  |

|  |  |  |

|  |  |  |

| 에스고어 |
| 윌슨     |

|  |  |  |

|  |  |  |

|  |  |  |

|  |  |  |

|  |  |  |  |  |

|  |  |  |

|  |  |  |

|  |  |  |

|  |  |  |

|  |  |  |

|  |  |  |  |  |

|  |  |  |

|  |  |  |

|  |  |  |

|  |  |  |  |  |

|  |  |  |

|  |  |  |  |  |

|  |  |  |  |  |

|  |  |  |  |  |

|  |  |  |  |  |

|  |  |  |  |  |  |  |

|  |  |  |  |  |  |  |

|  |  |  |  |  |  |  |

|  |  |  |  |  |

|  |  |  |  |  |

|  |  |  |  |  |

|  |  |  |  |  |  |  |

|  |  |  |

|  |  |  |

|  |  |  |

|  |  |  |

|  |

|  |  |  |

|  |  |  |

|  |  |  |

|  |  |  |  |  |  |  |

|  |  |  |  |  |  |  |

|  |  |  |

| 플로렌스 |
| 애본데일 |

|  |  |  |

|  |  |  |

|  |  |  |

|  |  |  |

|  |  |  |

|  |  |  |

|  |  |  |

| 에스고어 |
| 윌슨     |

|  |  |  |

|  |  |  |

|  |  |  |

|  |  |  |

|  |  |  |  |  |

|  |  |  |

|  |  |  |

|  |  |  |

|  |  |  |

|  |  |  |

|  |  |  |  |  |

|  |  |  |

|  |  |  |

|  |  |  |

|  |  |  |  |  |

|  |  |  |

|  |  |  |  |  |

|  |  |  |  |  |

|  |  |  |  |  |

|  |  |  |  |  |

|  |  |  |  |  |  |  |

|  |  |  |  |  |  |  |

|  |  |  |  |  |  |  |

|  |  |  |  |  |

|  |  |  |  |  |

|  |  |  |  |  |

|  |  |  |  |  |  |  |

|  |  |  |

|  |  |  |

|  |  |  |

|  |  |  |

|  |

|  |  |  |

|  |  |  |

|  |  |  |

|  |  |  |  |  |  |  |

|  |  |  |  |  |  |  |

|  |  |  |

| 플로렌스 |
| 애본데일 |

|  |  |  |

|  |  |  |

|  |  |  |

|  |  |  |

|  |  |  |

|  |  |  |

|  |  |  |

| 에스고어 |
| 윌슨     |

|  |  |  |

|  |  |  |

|  |  |  |

|  |  |  |

|  |  |  |  |  |

|  |  |  |

|  |  |  |

|  |  |  |

|  |  |  |

|  |  |  |

|  |  |  |  |  |

|  |  |  |

|  |  |  |

|  |  |  |

|  |  |  |  |  |

|  |  |  |

|  |  |  |  |  |

|  |  |  |  |  |

|  |  |  |  |  |

|  |  |  |  |  |

|  |  |  |  |  |  |  |

|  |  |  |  |  |  |  |

|  |  |  |  |  |  |  |

|  |  |  |  |  |

|  |  |  |  |  |

|  |  |  |  |  |

|  |  |  |  |  |  |  |

|  |  |  |

|  |  |  |

|  |  |  |

|  |  |  |

|  |

|  |  |  |

|  |  |  |

|  |  |  |

|  |  |  |  |  |  |  |

|  |  |  |  |  |  |  |

|  |  |  |

| 플로렌스 |
| 애본데일 |

|  |  |  |

|  |  |  |

|  |  |  |

|  |  |  |

|  |  |  |

|  |  |  |

|  |  |  |

| 에스고어 |
| 윌슨     |

|  |  |  |

|  |  |  |

|  |  |  |

|  |  |  |

|  |  |  |  |  |

|  |  |  |

|  |  |  |

|  |  |  |

|  |  |  |

|  |  |  |

|  |  |  |  |  |

|  |  |  |

|  |  |  |

|  |  |  |

|  |  |  |  |  |

|  |  |  |

|  |  |  |  |  |

|  |  |  |  |  |

|  |  |  |  |  |

|  |  |  |  |  |

|  |  |  |  |  |  |  |

|  |  |  |  |  |  |  |

|  |  |  |  |  |  |  |

|  |  |  |  |  |

|  |  |  |  |  |

|  |  |  |  |  |

|  |  |  |  |  |  |  |

|  |

|  |  |  |

|  |  |  |

|  |  |  |

|  |  |  |  |  |  |  |

|  |  |  |  |  |  |  |

|  |  |  |

| 플로렌스 |
| 애본데일 |

|  |  |  |

|  |  |  |

|  |  |  |

|  |  |  |

|  |  |  |

|  |  |  |

|  |  |  |  |  |

|  |  |  |

|  |  |  |

|  |  |  |

|  |  |  |  |  |

|  |  |  |  |  |

|  |  |  |

|  |  |  |  |  |

|  |  |  |

|  |  |  |

|  |  |  |

|  |  |  |  |  |

|  |  |  |

|  |  |  |  |  |

|  |  |  |  |  |

|  |  |  |  |  |

|  |  |  |  |  |

|  |  |  |  |  |  |  |

|  |  |  |  |  |  |  |

|  |  |  |  |  |  |  |

|  |  |  |  |  |

|  |  |  |  |  |

|  |  |  |  |  |

|  |  |  |  |  |  |  |

|  |

|  |  |  |

|  |  |  |

|  |  |  |

|  |  |  |  |  |  |  |

|  |  |  |  |  |  |  |

|  |  |  |

| 플로렌스 |
| 애본데일 |

|  |  |  |

|  |  |  |

|  |  |  |

|  |  |  |

|  |  |  |

|  |  |  |

|  |  |  |  |  |

|  |  |  |

|  |  |  |

|  |  |  |

|  |  |  |  |  |

|  |  |  |  |  |

|  |  |  |

|  |  |  |  |  |

|  |  |  |

|  |  |  |

|  |  |  |

|  |  |  |  |  |

|  |  |  |

|  |  |  |  |  |

|  |  |  |  |  |

|  |  |  |  |  |

|  |  |  |  |  |

|  |  |  |  |  |  |  |

|  |  |  |  |  |  |  |

|  |  |  |  |  |  |  |

|  |  |  |  |  |

|  |  |  |  |  |

|  |  |  |  |  |

|  |  |  |  |  |  |  |

|  |

|  |  |  |

|  |  |  |

|  |  |  |

|  |  |  |  |  |  |  |

|  |  |  |  |  |  |  |

|  |  |  |

| 플로렌스 |
| 애본데일 |

|  |  |  |

|  |  |  |

|  |  |  |

|  |  |  |

|  |  |  |

|  |  |  |

|  |  |  |  |  |

|  |  |  |

|  |  |  |

|  |  |  |

|  |  |  |  |  |

|  |  |  |  |  |

|  |  |  |

|  |  |  |  |  |

|  |  |  |

|  |  |  |

|  |  |  |

|  |  |  |  |  |

|  |  |  |

|  |  |  |  |  |

|  |  |  |  |  |

|  |  |  |  |  |

|  |  |  |  |  |

|  |  |  |  |  |  |  |

|  |  |  |  |  |  |  |

|  |  |  |  |  |  |  |

|  |  |  |  |  |

|  |  |  |  |  |

|  |  |  |  |  |

|  |  |  |  |  |  |  |

|  |

|  |  |  |

|  |  |  |

|  |  |  |

|  |  |  |  |  |  |  |

|  |  |  |  |  |  |  |

|  |  |  |

| 플로렌스 |
| 애본데일 |

|  |  |  |

|  |  |  |

|  |  |  |

|  |  |  |

|  |  |  |

|  |  |  |

|  |  |  |  |  |

|  |  |  |

|  |  |  |

|  |  |  |

|  |  |  |  |  |

|  |  |  |  |  |

|  |  |  |

|  |  |  |  |  |

|  |  |  |

|  |  |  |

|  |  |  |

|  |  |  |  |  |

|  |  |  |

|  |  |  |  |  |

|  |  |  |  |  |

|  |  |  |  |  |

|  |  |  |  |  |

|  |  |  |  |  |  |  |

|  |  |  |  |  |  |  |

|  |  |  |  |  |  |  |

|  |  |  |  |  |

|  |  |  |  |  |

|  |  |  |  |  |

|  |  |  |  |  |  |  |

## 인접한 역
| 1호선 영-유니버시티 | 1호선 영-유니버시티 | 1호선 영-유니버시티                 |
| ------------------- | ------------------- | ----------------------------------- |
| 핀치 방면           | 1호선 영-유니버시티 | 셰퍼드-영 본 메트로폴리탄 센터 방면 |